# Злаково
Злаково (пол. Złakowo) — село в Польщі, у гміні Постоміно Славенського повіту Західнопоморського воєводства.
Населення — 192 особи (2011).
У 1975-1998 роках село належало до Слупського воєводства.

## Демографія
Демографічна структура станом на 31 березня 2011 року:
|          | Загалом | Допрацездатний вік | Працездатний вік | Постпрацездатний вік |
| -------- | ------- | ------------------ | ---------------- | -------------------- |
| Чоловіки | 85      | 15                 | 64               | 6                    |
| Жінки    | 107     | 29                 | 66               | 12                   |
| Разом    | 192     | 44                 | 130              | 18                   |